# Голубєв Віктор Євгенович
Віктор Евгенійович Голубєв (22.08.1993 року) — Харківський легкоатлет, який спеціалізується на дистанції 200 метрів. Багато раз брав участь у Чемпіонатах України. Фіналіст  Всеукраїнської Універсіади 2015 року. Чемпіон України с эстафетного бігу 4x400 метрів на повітрі 2018 року (Черкаси). Бронзовий призер Чемпіонату України у приміщенні (эстафета 4x400 метрів). Бронзовий призер Чемпіонату  України 2021 року(эстафета 4x100 метрів). Особисті рекорди: 200 метрів 21.98 сек.